# 26 км (зупинний пункт, Донецька залізниця)
26 км — пасажирська зупинна залізнична платформа Лиманської дирекції Донецької залізниці.
Розташована у Олександрівці, Краматорський район, Донецької області на лінії Покровськ — Дубове між станціями Легендарна (9 км) та Золоті Пруди (3 км).
Із 2007 р. пасажирське сполучення на цій дільниці припинене.
Зупинка була збудована у 1964—1965 роках. Від інших зупинних пунктів напряму Покровськ — Дубове її відрізняє наявність пасажирського павільйону («очікувалки» — «ожидалки»). Поруч із платформою — згаданий вище аварійний шляхопровід через залізницю. Статистика відправлення пасажирів від зупинного пункту 26 км у перші роки його існування (за кількістю проданих квитків) наступна: 1969 рік — 1,0 тис., 1970 рік — 0,6 тис., 1971 рік — 1,7 тис., 1972 рік — 1,3 тис. осіб.